# Катерина Бєлкіна
Катерина Бєлкіна (справжнє ім'я — Катерина Миколаївна Туманова, у шлюбі Майсснер (нім. Meißner)); нар. 16 квітня 1974, Куйбишев, РРФСР, СРСР) — російська фотографка і художниця.

## Життєпис
Катерина Туманова народилася в Куйбишеві. Її мати — художниця. Катерина закінчила художню школу, а потім Самарське художнє училище ім. К. С. Петрова-Водкіна. У 1994-1999 роках працювала у видавничій корпорації «Федоров». У 2000-2002 роках навчалася в Самарській школі фотографії, одночасно працюючи у відділі комп'ютерної графіки ДТРК «Самара». Співпрацювала як ілюстраторка зі студією Артемія Лебедєва.
Членкиня Союзу фотохудожників РФ. Від 2002 до 2013 року жила і працювала у Москві, потім переїхала до Берліна. Виховує трьох доньок.

## Творчість
Катерина почала малювати ще в школі. У вільний час стала відвідувати фотостудію в будинку піонерів. Там вона навчилася проявляти плівки, друкувати фотографії з допомогою реактивів. Її батьки, бачачи це, подарували на день народження першу камеру — «Зеніт». Саме захоплення фотографією підштовхнуло Катерину до усвідомленої творчості. Вона закінчила художню школу, потім художнє училище, а потім школу фотографії. Перед переїздом до Москви з'явився творчий псевдонім «Бєлкіна».
У своїх роботах Катерина Бєлкіна застосовує техніку монтажу і колажу цифрового фото, фактично поєднуючи фотографію з мистецтвом живопису. За допомогою жанру «digital photo» створює унікальні образи. Як модель для своїх робіт найчастіше виступає сама. Вона використовує фотографію як матеріал, малюючи на ній за допомогою Фотошопу. Фотографія приваблює її реалістичністю, а вміння малювати допомагає трансформувати зображення, наблизити його до її уявних образів. Колір у композиції для Бєлкіної має таке ж значення, як форма. «Мені подобається ось цей конфуз перед моїми роботами на виставках — а це що? Живопис чи фотографія?» — з інтерв'ю. Більшість робіт Бєлкіної тематично об'єднані в серії й мають свої назви — серед них: «Домашня робота» (англ. Home Work), «Нечоловічий світ» (англ. Not a Man's World), «Знамениті мисливиці» (англ. Famous hunters), «Живопис» (англ. Paint), «Відродження» (англ. Revival), «Порожні простори» (англ. Empy Spaces), «Ієрогліф мого тіла» (англ. Hieroglyph of my Body), «Легке і важке» (англ. Light and Heavy).
Починаючи з 2002 року Катерина Бєлкіна стала брати участь у міжнародних виставках фотомистецтва, перші її перемоги в конкурсах фотографів і художників припадають на 2007 рік. 2009 року чотири роботи Бєлкіної увійшли до альманаху Державного Російського музею в Санкт-Петербурзі. У 2015 році нагороджена міжнародною мистецькою премією Лукаса Кранаха Молодшого за роботу «Грішниця» — алегорію на його відому картину «Христос і грішниця». Премію заснували у зв'язку зі святкуваннями 500-ї річниці з дня народження визначного німецького художника епохи Відродження. 2016 року за цей же твір одержала одну з найпрестижніших премій у світі фотографії — Hasselblad Masters Award. Робота, яка перемогла в категорії «Образотворче мистецтво», являє собою автопортрет вагітної мисткині, яка сидить на тлі картини «Христос і грішниця».

### Критика
Андрій Єрофєєв (мистецтвознавець, член експертної ради конкурсу Кандинського) описував три проєкти («Нечоловічий світ», «Знамениті мисливиці», «Живопис») як добре вивірені і емоційно насичені портрети, які є результатом прочитання різних культурних сюжетів жіночими очима і  метафорою цих сюжетів. На його думку, вони нагадують журнальні серії.
|                  | Катерина виявляє в сучасному світі моделі жіночих доль... Глядач бачить жіночий творчий початок як начинку, як ідею - плід всередині жінки... Зовнішня краса і витонченість приховують внутрішній гострий біль - такий портрет молодої жінки, що живе серед нас. Оригінальний текст (рос.) Катерина обнаруживает в современном мире модели женских судеб… Зритель видит женское творческое начало как начинку, как идею — плод внутри женщины… Внешняя красота и изящество скрывают внутреннюю острую боль — таков портрет молодой женщины, живущей среди нас. |
| — Андрій Єрофєєв | |

Успенський Антон Михайлович (кандидат мистецтвознавства, провідний науковий співробітник відділу новітніх течій Державного Російського музею) у своїй критичній статті «Аболон полведерський, або експансія маргінального» поставився до серії робіт Катерини Бєлкіної «Живопис» як до «влізання в шкуру» персонажів картин відомих художників (Тамари Лемпицької, Еґона Шіле, Рене Магрітта) за допомогою цифрової техніки.
Критик італійського фотожурналу «IL FOTOGRAFO» Додо Веніціано описував ранні роботи Бєлкіної як такі, що викликають сильні і психоделічні настрої. Він вважав, що наявність у її проєктів ретельного плану, професійне використання для доопрацювання фотографій технічних засобів робить її роботи багатими і унікальними:
|                  | Герої її фотографій позбавлені формального динамізму, застиглі в часі і в невизначеному просторі. Чіткі посилання на живопис характеризують природу моменту, але водночас поєднуються з композиційними елементами і виглядають абсолютною протилежністю до самої природи. Свого роду фотографії абсурду, в яких на перший погляд все здається спонтанним і приносять чисте композиційне задоволення. Але детальніший аналіз показує ретельну і точну режисуру і майже нескінченну кількість смислів і символів. Оригінальний текст (італ.) LE IMMAGINI della Belkina suscitano una moltitudine di stati d’animo, sono travolgenti e psichedeliche, i suoi soggetti appaiono privi di un dinamismo formale, congelati in un tempo ed in uno spazio indefiniti. Nitidi riferimenti alla pittura connotano la natura dell’istante, ma al tempo stesso si fondono con elementi compositivi e sguardi assolutamente in antitesi con quella stessa natura. Una sorta di fotografia dell’assurdo, nella quale ad una prima visione tutto sembra vincolato alla sensazionali zzazione e ad un puro piacere compositivo. Ma un’analisi più approfondita svela l’attento e preciso lavoro di regia, ed una serie pressoché infinita di significati e simboli. Non si può certo dire che le immagini di Katarina Belkina siano istantanee, si evin ceche dietro ogni foto, c’è un progetto completo e pianificato che fin dalla fase della ripresa si avvale di una profondaconoscenza tecnica dei mezzi, che continua nelle successive fasi di post produzione dell’immagine, manipolata sia fisicamente che in ultima istanza digitalmente. Una commistione di interventi che danno alle sue immagini ricchezza e unicità, e che ne consente la massima fruibilità e riproducibilità. |
| — Dodo Veneziano | |

## Нагороди
- 2007: Номінантка Премії Кандинського, Москва (номінація «Проект року»)[10][24]
- 2007: «International Photography Awards[en]», Лос-Анджелес (2-ге місце в категорії «фотомонтаж»)[25]
- 2008: «Px3 Photo Competition», Париж (1-ше, 2-ге і 3-тє місце в різних категоріях)[26][27]
- 2008: «Art Interview — International Online Artist Competition», Берлін (1-ше місце)[28]
- 2010: «Px3 Photo Competition», Париж (1-ше місце в категорії «Портрет»)[29]
- 2011: «Px3 Photo Competition», Париж (1-ше місце у двох категоріях)[28]
- 2012: «International Photography Awards», Лос-Анджелес (1-ше місце у 8-ми категоріях)[30]
- 2014: «MIFA Moscow International Foto Awards», Москва (1-ше місце в категорії «Fine Art»)[31]
- 2015: «International Lucas-Cranach-Preis of the Cranach-Foundation» (1-ше місце)[32]
- 2015: «MIFA Moscow International Foto Awards», Москва (1-ше місце у двох категоріях)[33]
- 2016: «Hasselblad Masters Award[en]» (1-ше місце в категорії «Арт»)[18]

## Виставки (вибірково)

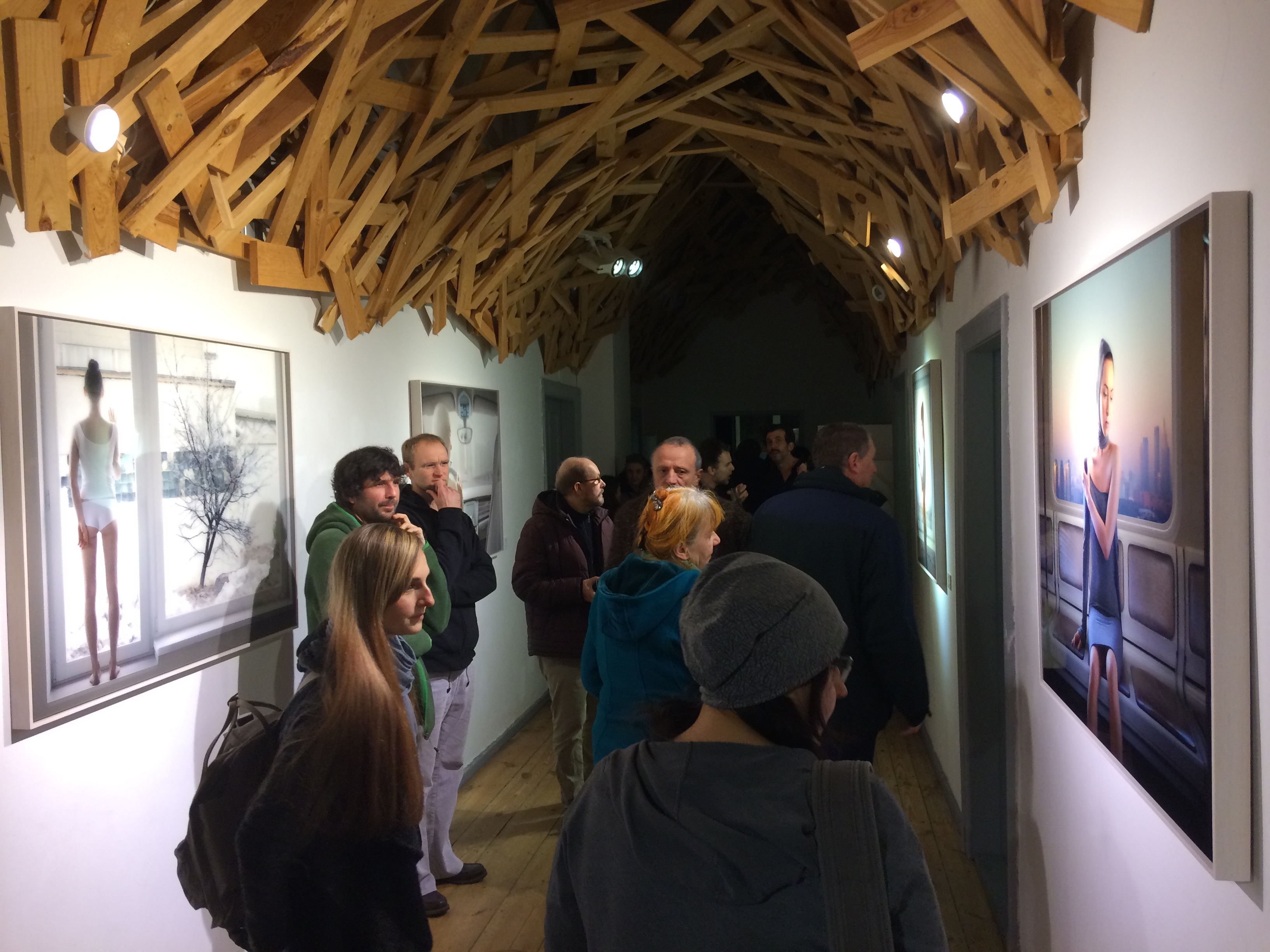
Персональна виставка в Direktorenhaus, музеї дизайну мистецьких ремесел (Берлін)

- 2002: Канада, London, «Rashen eye»[34]
- 2003: США, Групова фотовиставка Ann Arbor[7]
- 2005: Москва, Спільна виставка з А.Полушкіним «Частная жизнь ожившей натуры»[35].
- 2005: Санкт-Петербург, Нижній Новгород, «Молоді фотографи Росії- 2005»[36]
- 2005: Москва, Благочинна персональна виставка-продаж для фонду «Childrens Hearts»[37]
- 2006: Москва, Санкт-Петербург, «ФотоFusion 2006»[36][38]
- 2007: Брюссель, галерея Espace-art22 «White Fair» — колективна виставка[36]
- 2007: Москва, «Клуб на Брестській»[39]
- 2007: Москва, Виставка номінантів на премію Кандинського. ЦСИ «Винзавод»[36]
- 2007: Казань, Музей Горького, персональна виставка[36]
- 2008: Москва, Музей актуального мистецтва ART4.ru[11]
- 2008: Голландія, Амстердам, Heusden[en], галерея «Lilja Zakirova»[11]
- 2008: Москва, Галерея ФотоЛофт, — персональна виставка «25 жінок, яких я любила»[13][36]
- 2008: Париж, «Contes Russes» Galerie SMALL&CO — колективна виставка[40]
- 2009: Бельгія, Намюр, галерея «Belffroi» -групове шоу «On the trace of Turgenev»[11]
- 2009: Франція, Гренобль, Ancient Museum of Painting, Verdun square — колективна виставка «Russian Fairytales in Grenoble»[11]
- 2011: Москва, Галерея ФотоЛофт, персональна виставка «Катерина Бєлкіна. Empty Spaces»[41]
- 2015: Німеччина, Cranach 2.0, Der Lucas Cranach Preis 2015[12]